# Koreamedaille van de Verenigde Naties
De Koreamedaille van de Verenigde Naties (in het Engels: United Nations Service Medal for Korea) werd door de Verenigde Naties ingesteld voor de militairen die in de Koreaanse Oorlog ingezet werden.

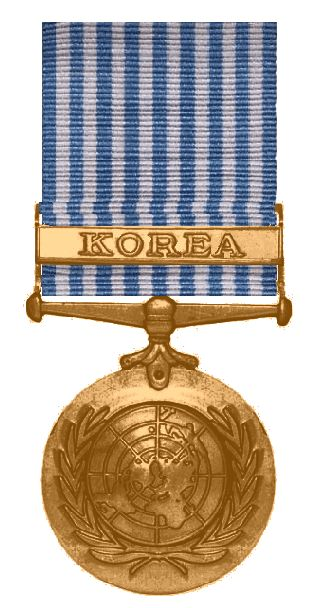
De Korea Medaille van de Verenigde Naties werd aan alle geallieerde militairen uitgereikt

De onderscheiding is een ronde bronzen penning met op de voorzijde het VN-symbool, een wereldbol met daarop de zeven continenten en een lauwerkrans, in bas-reliëf, en op de vlakke keerzijde, de opdracht "voor dienst in de verdediging van de beginselen van het Handvest van de Verenigde Naties", ook in bas-reliëf. De medaille wordt op de linkerborst gedragen en is aan het lint bevestigd door middel van een bronzen gesp en een mechanisme dat zowel draait om een knop als scharniert dankzij de bevestiging aan het lint.
In de jaren tussen 1950 en 1954 werden militairen uit Australië, België, Canada, Columbia, Denemarken, Ethiopië, Frankrijk, Griekenland, Italië, Luxemburg, Nederland, Nieuw-Zeeland, Noorwegen, de Filipijnen, Zuid-Afrika, Zweden, Thailand, Turkije, het Verenigd Koninkrijk en vooral de Verenigde Staten ingezet om de Noord-Koreaanse aanval op Zuid-Korea te stuiten. Later raakten zij ook in gevecht met Chinese troepen en Russische piloten die Noord-Korea bijstonden. Men moest dertig dagen hebben verbleven in Korea om voor de medaille in aanmerking te komen. Alle veteranen kwamen ook in aanmerking voor de Koreaanse Oorlogsmedaille.
Op de gesp is het woord "Korea" in bas-reliëf aangebracht. De aanduiding van het operatiegebied kan op de medailles, afhankelijk van de nationaliteit van de decorandus, worden weergegeven in het Engels, Frans, Spaans, Deens, Grieks, Italiaans, Nederlands, Zweeds, Sanskriet of Turks. De traditie van Medailles voor Vredesmissies van de Verenigde Naties werd met deze medaille aangevangen maar de latere medailles hadden geen gesp en daardoor een iets ander uiterlijk.
Alle medailles zijn van brons, er zijn geen zilveren of gouden medailles geslagen.
Het lint kreeg de kleuren van de vlag van de Verenigde Naties, hemelsblauw, met dunne witte verticale strepen. Wit is ook de voornaamste kleur van de vlag van Zuid-Korea.
Op het lint worden geen gespen of andere decoraties aangebracht.